# Оз, Амос
Амос Оз (ивр. עמוס עוז‎, при рождении Амос Клаузнер, ивр. עמוס קלוזנר‎); 4 мая 1939, Иерусалим — 28 декабря 2018, Петах-Тиква) — израильский прозаик и журналист.

## Биография
Выходец из семьи репатриантов-сионистов из Восточной Европы. Отец, Иехуда-Арье Клаузнер (1910—1970), изучал историю и литературу в Вильно, по приезде работал библиотекарем и писателем. Двоюродным дедом приходился Озу Иосиф Клаузнер (1874—1958), составивший конкуренцию Хаиму Вейцману как кандидат от партии «Херут». Дед со стороны матери держал мельницу в Ровно, эмигрировал в Хайфу в 1934 году.
В возрасте пятнадцати лет Амос Оз переселился в кибуц Хульда. Во время прохождения действительной армейской службы служил в бригаде «Нахаль», участвовал в стычках на сирийской границе. В 1961 году, по окончании воинской службы, возвратился в кибуц, где работал сельскохозяйственным рабочим. Первые короткие рассказы опубликовал в двадцать лет. В первые годы публиковался в основном в журнале «Кешет». Уже первый авторский сборник, «Земли шакала» (1965), был встречен израильским обществом с большим интересом.
Изучал философию и литературу в Еврейском университете (окончил первую степень в 1964 году) и в Оксфордском университете (в 1969—1970 году). В течение многих лет преподавал в школе кибуца и писал прозу. В 1986 году покинул кибуц, перебрался в город Арад и преподавал в университете имени Бен-Гуриона в Беэр-Шеве. Последние годы жил в Тель-Авиве.
Принимал участие в Шестидневной войне в составе танковых войск на Синайском полуострове и в войне Судного дня на Голанских высотах. Со времени Шестидневной войны 1967 года Оз опубликовал множество статей и эссе об арабо-израильском конфликте.
Амос Оз преподавал в Оксфордском университете, Еврейском университете в Иерусалиме и в Колледже Колорадо.
Произведения Оза изданы на 38 языках в 36 странах мира. Его роман «Мой Михаэль» (1968) включён Международной ассоциацией издателей в список ста лучших романов XX века. В 1997 году президент Франции Жак Ширак наградил Оза орденом Почётного легиона. С 1991 года — действительный член Академии языка иврит. Лауреат Премии имени Бялика (1986), Премии Израиля по литературе (1998), Премии Гёте (2005), премии Кафки (2013). Почётный доктор Антверпенского университета (2008). В 2009 году Оз считался основным претендентом на Нобелевскую премию по литературе, но в итоге её получила германская писательница Герта Мюллер.
В 2018 году стал лауреатом российской премии «Ясная Поляна» в номинации «Иностранная литература».
28 декабря 2018 года Амос Оз скончался после продолжительной борьбы с раком.

## Политические взгляды
Будучи сторонником левого сионизма, известен своими радикально-левыми взглядами, один из основателей и лидеров левого движения «Шалом ахшав» («Мир — сейчас»). Уже в 1967 году выступил с призывом разрешения израильско-арабского конфликта путём создания двух государств — еврейского и арабского — на территории Палестины. В статье в газете «Давар» Оз написал: «даже вынужденная оккупация — развращающая оккупация». В 2006 году агитационный ролик Оза использовала в своей предвыборной кампании левая партия «Мерец».
Призывал прекратить исполнять в кибуцах песни одной из наиболее любимых и популярных израильских певиц Наоми Шемер, выступившей против Кэмп-Дэвидских соглашений.
В статье «Во имя жизни и мира» («Едиот ахронот» от 8 июня 1989 года) писал, что евреи-поселенцы — это «мессианская хунта,… вооружённые гангстерские банды, преступники против человечества, садисты, погромщики и убийцы…». На эти слова писатель Аркадий Красильщиков ответил: «Амос Оз — обыкновенный, ангажированный, работающий на врагов Израиля лжец».
В статье «Быть свободным народом» Оз писал по поводу депортации евреев из Газы: «В страданиях поселенцев, которые они демонстрировали перед телекамерами, было больше дешёвого „китча“, чем искренних чувств. Да и вообще, зарвавшиеся поселенцы получили по заслугам. Пусть они хоть немного помучаются так, как мучились из-за них тридцать лет жители свободного Израиля!».
В то же время Оз не возражал против строительства разделительного барьера между Израилем и палестинскими территориями на Западном берегу реки Иордан, хотя считал, что барьер не должен значительно отклоняться от «зелёной линии». В 2000 году Оз публично заявил, что выступает против возвращения в Израиль палестинских беженцев:

(Арафат) требует возвращения палестинских беженцев не только в Палестину, но и в Израиль, что нарушит демографический баланс и в итоге превратит Израиль в 26-ю арабскую страну… У палестинцев есть право на свою, свободную и независимую, Палестину. Но если они хотят ещё и Израиль, пусть знают, что я буду готов защищать свою страну: старый активист движения за мир готов драться за существование Израиля.
Оригинальный текст (англ.)Now [Arafat] demands that the Palestinian exiles should return not only to Palestine, but also to Israel, thus upsetting the demographic balance and eventually turning Israel into the 26th Arab country... The Palestinians have a right to their own free and independent Palestine. But if they also want to have Israel, they should know that they will find me ready to defend my country: an old peace activist ready to fight for the survival of Israel.

В марте 2011 года, спустя несколько дней после теракта в поселении Итамар, в результате которого были зарезаны трое детей в возрасте от трёх месяцев до 11 лет и их родители, Оз послал свою книгу Марвану Баргути (осуждённому на 5 пожизненных сроков за убийства евреев и участие в подготовке многих терактов) с посвящением, в котором выразил надежду на «скорую встречу в условиях мира и свободы». Этот поступок вызвал резкий протест и отказ от контактов с Озом даже в кругах, далёких от политики.
В апреле 2013 года был одним из авторов петиции премьер-министру Нетаньяху, в которой потребовал срочного освобождения объявившего голодовку Самира Исауи, приговорённого к 26 годам тюрьмы за «неоднократные попытки предумышленного убийства израильских граждан, содержание оружейного склада, торговлю военным оборудованием и проведение военных тренировок для террористов». В письме самому террористу Амос Оз вместе с ещё несколькими своими единомышленниками уговаривал его прекратить голодать и написал: «Нам очень больно, что ты вынужден голодать. Твое состояние, которое неуклонно ухудшается, ужасает нас».
13 февраля 2015 года Амос Оз на предвыборном собрании партии Мерец в Ход-ха-Шароне рассказал, как он, будучи 12-летним подростком, ударил под столом ногой по голове трёхлетнего Биньямина Нетаньяху (будущего премьер-министра), который из озорства развязывал шнурки сидевшим взрослым. Оз пошутил, что «до сих пор испытывает муки совести и винит себя, как за то, что, возможно, ударил слишком сильно, так и за то, что, вероятно, сделал это с недостаточной силой. Так или иначе, неоспорима вина Оза-подростка в стиле проводимой ныне премьер-министром политики». В ответ на это из канцелярии премьер-министра поступил ответ: "Глава правительства хранит хорошие воспоминания детства, связанные с Амосом Озом, и считает его большим писателем. Но Оз, который сказал в 2000 году, что «после ухода из Ливана израильтяне смогут удалить из своей памяти слово „Хизбалла“, и она перестанет быть врагом», ничего не понимает в политике и безопасности Израиля. Ему нужно признать, что в Израиле есть премьер-министр, который не смыкая глаз борется с «Хизбаллой» и другими врагами Израиля, чтобы обеспечить безопасность Амоса Оза и всех граждан страны".

## Переводы произведений Амоса Оза на русский язык
- Мой Михаэль
- Чёрный ящик
- Познать женщину
- Чужой огонь
- На этой недоброй земле
- Повесть о любви и тьме
- Пути ветра
- Рифмы жизни и смерти
- Уготован покой…
- Фима
- Иуда